# جانی سون
جانی سون (انگلیسی: Johnny Seven; ۲۳ فوریهٔ ۱۹۲۶ – ۲۲ ژانویهٔ ۲۰۱۰) بازیگر اهل ایالات متحده آمریکا بود.
از فیلم‌ها یا برنامه‌های تلویزیونی که وی در آن نقش داشته است می‌توان به آپارتمان، بزرگ‌ترین داستان عالم، در جنگ چه کردی، پدر؟ و اون جور زن اشاره کرد.